# ويليام أوليفر
ويليام أوليفر (بالإنجليزية: William Oliver)‏ (1 سبتمبر 1892 في المملكة المتحدة - ) هو لاعب كرة قدم بريطاني (وحمل سابقاً جنسية المملكة المتحدة لبريطانيا العظمى وأيرلندا) في مركز الهجوم. لعب مع توتنهام هوتسبير.